# Natalia Kazmierska
Natalia Maria Kazmierska, född 15 augusti 1979 i Polen, är en svensk kolumnist och journalist. 

## Biografi
Kazmierska är uppvuxen i Örebro och Kumla. Till 2009 skrev hon krönikor för tidningen Expressen men lämnade den för huvudkonkurrenten Aftonbladet.
Kazmierska har varit med i På spåret tillsammans med Thomas Pettersson. De vann en omgång mot Susanne Ljung och Claes Moser.
Hon har tidigare suttit i panelen på TV-programmet Studio Pop på SVT. Kazmierska ledde 2013 radioprogrammet P3 Nyheter med Kazmierska i Sveriges Radio P3.
Kazmierska är gift med Martin Aagård, kulturjournalist på Aftonbladet.
2018 publicerade de boken Popkulturens död som dels försöker lansera en teori om vad populärkulturen var, dels vill förklara hur dess revolutionära potential försvunnit.

## Priser och utmärkelser
Den 2 februari 2015 fick Natalia Kazmierska Expressens Björn Nilsson-pris som varje år delas ut till en framstående kulturjournalist. Juryns motivering löd: 
En journalist som skakade konstkritiken i sina grundvalar: Respektlös, oförutsägbar, stilistiskt sylvass. Med en europeisk och feministisk blick genomskådar hon självgodhet och falska smakhierarkier. Från Warszawa till Kumla, från Expressen till Aftonbladet. Sedan mer än ett decennium tillhör hon en av kulturkritikens mest uppfriskande röster – Natalia Kazmierska.